# Marcel Schlutt
Marcel Schlutt (1 de agosto de 1977) é um modelo, fotógrafo e colunista alemão. Ele tornou-se  mais conhecido como apresentador de TV e ator pornográfico de filmes voltados para o público gay no início dos anos 2000.

## Biografia

### Início
Schlutt, único filho de um ferrador (Pessoa que cuida de cavalos, em especial, das ferraduras usadas nas patas desse animal ), nasceu em Demmin distrito de Mecklemburgo-Pomerânia Ocidental, na  Alemanha Oriental, mas passou a maior parte de sua juventude em Bielefeld, Renânia do Norte-Vestfália após a Reunificação Alemã em 1989. criado em uma fazenda criadora de cavalos, ele se tornou apaixonado pela equitação, e já com idade de quarto anos começou a ganhar algumas competições regionais. Seguindo à sua graduação escolar, ele se mudou para Münster onde iniciou seu treinamento como tratador de cavalos.
Com 18 anos, Schlutt foi solicitado como modelo pelo fotógrafo da Cologne
TeeJott. Schlutt apareceu em inúmeras publicações, "sempre pelado, com o pênis duro, e às vezes masturbando-se." Em 1998, Schlutt participou de um concurso local de modelos, terminado em primeiro. Como um novo rosto da agência So Dam Tuff, ele teve que mudar para Londres e Madrid, trabalhando como modelo profissional para empresas de moda, como Paul Smith, The Face (revista), Levis, New Yorker, e H&M.

### Carreira
Após retornar a casa em 2001, Schlutt trabalhou como apresentador de uma TV à cabo alemã , apresentado os programas SexyGayplaces.tv e Backstage - Das Magazin no canal adulto Beate Uhse AG entre 2002 e 2004. Tendo aparecido em pequenos papéis em produções da BBC e d  RTL Television, Schlutt iniciou sua atuação em filmes pornográficos em 2003, tornado-se mais conhecido por atuar em filmes de companhias pornográficas Alemãs como Cazzo Film e Wurstfilm, além da Eurocreme e da produtora do ator  Michael Lucas, a  Lucas Entertainment. Atuando tanto como ativo, quanto como passivo, ele ganhou notoriedade ao participar do filme prisional de  Jörg Andreas Locked Up (2003), que foi lançado em edições de DVD tanto como pornografia softcore como pornografia explícita. Além disso, Schlutt apareceum em inúmeros sites pagos da internet, tendo ainda trabalhado como garoto de programa. Paralelo a isso, ele continuou a trabalhar em agências de Berlim como a VIVA e M4.
Em 2005, Schlutt iniciou suas atividades na fotografia. Algumas de suas imagens apareceram em um livro de compilações chamado Skate! e outras na revista gay DU&ICH, sendo que nessa revista ele comneçou a escrever uma coluna semi-autobiográfica intitulada Max in the City. Nesse meio período, ele continuou trabalhando como modelo da M4, tendo aparecido na versão russa da Vogue magazine.
Em 2007, anunciou a sua saída da indústria pornográfica, aparecendo no filme softcore de Bruce LaBruce,  Otto: or Up with Dead People, interpretando um dos três papéis principais, um zumbi chamado Fritz. Entrementes, ele anunciou em seu perfil no MySpace que logo estaria participando de uma produção da Wurstfilm, uma versão cinematográfica da sua coluna Max in the City, que também possuirá conteúdo pornográfico.
Em 2009, ele atuou como ele mesmo num  filme de Claude Pérès chamado  Unfaithful.

## Videografia selecionada
- 2004 - Scum! as Ben Rogers
- 2004 - Gefangen (Locked Up) .... Dennis
- 2004 - Kolbenfresser
- 2005 - Sex Klinik (Sex Clinic)
- 2005 - Der andere Planet (Fucking Different)
- 2006 - Druck im Schlauch (Sleazy Rider) .... Jan
- 2006 - Rainbow's End ... Internet Surfer
- 2006 - Echt geil
- 2006 - Berlin Youngsterz
- 2006 - Schwanzangriff!
- 2007 - Liquid Heat
- 2007 - Fickfracht
- 2007 - Cam Shooterz
- 2007 - Fickfleisch Deluxe
- 2007 - Cruising Budapest 2
- 2007 - Fuck Me Harder
- 2007 - Deep
- 2008 - Jung & dauergeil
- 2008 - Otto; or Up with Dead People .... Fritz Fritze
- 2008 - Wasserratten .... Kapitän
- 2008 - Fucking Art
- 2008 - Fick den Touri
- 2009 - "" Shit Hole Fuckers
- 2009 - The Boy with the Sun in His Eyes .... Boy at Tiergarten
- 2009 - Infidèles (Unfaithful) ...The Actor
- 2010 - Alex und der Löwe (Alex and Leo) .... Leo Krieg